# Mein Lover, sein Vater und ich!
Mein Lover, sein Vater und ich! ist eine deutsche Komödie von Regisseur Holger Haase aus dem Jahr 2014.

## Handlung
Nicky Koch ist erfolgreiche Chefeinkäuferin bei dem angesagten Berliner Online-Shop Click à Couture und mit ihrem erheblich jüngeren Assistenten Sascha Brehmer liiert. Von ihren Kollegen wird die Mittvierzigerin, die nicht wahrhaben will, dass sie langsam älter wird, gleichermaßen gefürchtet und wertgeschätzt. Als sie sich über ihre Vorgesetzten hinwegsetzt, sieht sich Nicky plötzlich mit ihrer Kündigung konfrontiert. Zudem soll ausgerechnet Sascha ihre Stelle übernehmen. In dieser Krise kommt ihr die Einladung zum 25-jährigen Klassentreffen in der Heimat gerade recht. Dort trifft sie auf ihren alten Jugendschwarm Axel Hartmann, der sich nach einer gemeinsamen Nacht unerwartet als Saschas Vater entpuppt.

## Rezeption

### Kritiken
„Mein Lover, sein Vater und ich! ist ein Titel, der durchaus eine recht seichte romantische Komödie mit vorhersehbaren Hindernissen erwarten lässt. Doch hält der Sat.1-Film von Holger Haase mehr als sein Name verspricht […] Nach dem Drehbuch Sarah Schniers hat Regisseur Haase eine komplexe Liebes- und Familiengeschichte mit Feingefühl und Know-How ins Bild gesetzt – einschließlich einer ironischen Hitchcock-Reverenz.“

„Komödien-Spezialist Holger Haase inszenierte diesen turbulenten Beziehungsspaß. Nach dem Drehbuch von Sarah Schnier in Szene gesetzt, folgt Mein Lover, sein Vater und ich! zwar den üblichen Mustern, punktet aber dank witziger Dialoge und des guten Darsteller-Ensembles um Hauptdarstellerin Katharina Müller-Elmau.“

TV Spielfilm fasste zusammen: „Gefeuerte Managerin angelt sich den Vater ihres jungen Lovers und Nachfolgers. – Ideenlos.“

### Erfolg
Mein Lover, sein Vater und ich! wurde erstmals am 28. Januar 2014 zur Hauptsendezeit auf Sat.1 ausgestrahlt. In der werberelevanten Zielgruppe der 14- bis 49-Jährigen erreichte die Komödie einen Marktanteil von 9,5 Prozent bei einer Quote von 2,24 Millionen Zuschauern.|ref=

### Auszeichnungen
- Deutscher Comedypreis
  - 2014: Nominierung in der Kategorie Beste TV-Komödie